# Methylenblau
Methylenblau (Synonym: Methylthioniniumchlorid, lateinisch Methylenum caeruleum, systematische Bezeichnung nach Colour Index C.I. Basic Blue 9) ist ein Phenothiazin-Derivat. Der kationische Farbstoff wird in der Chemie, Medizin und Färbetechnik verwendet.
Als reiner Farbstoff erscheint Methylenblau dunkelgrün, als Pulver oder Kristalle. Das im Handel auch übliche Methylenblau als Doppelsalz mit Zinkchlorid ist ein braunes Pulver. Die Weltgesundheitsorganisation führt Methylenblau in der Liste der unentbehrlichen Arzneimittel.

## Historisches
Methylenblau wurde erstmals 1876 von dem Chemiker Heinrich Caro bei der BASF synthetisiert. Ein Jahr später erhielt die BASF für Methylenblau das erste Deutsche Reichspatent für einen Teerfarbstoff. Um 1900 wurde Methylenblau auch als ein Medikament gegen psychische Erkrankungen versucht. Erst in den 1950er Jahren wurden andere Phenothiazine (Chlorpromazin) als Psychopharmaka entdeckt.

## Herstellung
Methylenblau wird in mehreren Schritten aus N,N-Dimethyl-p-phenylendiamin unter Zusatz von Dichromat als Oxidationsmittel sowie der Addition von N,N-Dimethylanilin hergestellt. Abschließend muss es zum Indamin oxidiert werden, wobei sich Bindschedlers Grün bildet. Dieses wird in Gegenwart von Kupfersulfat mit Schwefelwasserstoff cyclisiert.
Alternativ kann Methylenblau durch Oxidation von 4-Aminodimethylanilin in Gegenwart von Natriumthiosulfat zur Chinondiiminothiosulfonsäure, anschließender Reaktion mit Dimethylanilin, Oxidation zum Indamin und Cyclisierung zum Thiazin hergestellt werden.
Die Synthese von Methylenblau lässt sich in fünf Schritte unterteilen. Dabei wird N,N-Dimethylanilin vorgelegt und mit Salzsäure und Natriumnitrit versetzt. Dabei entsteht p-Nitroso-N,N-dimethylanilin. Durch Zugabe von Zink wird die entstandene Nitrosogruppe zu einem Amin reduziert. Anschließend reagiert das Produkt der Reduktion p-Amino-N,N-dimethylanilin unter Zugabe von konzentrierter Schwefelsäure und Thioschwefelsäure zu der Thiosulfonsäure von p-Amino-N,N-dimethylanilin. Bei der erneuten Zugabe von konzentrierter Schwefelsäure und der Zugabe eines weiteren Äquivalents von N,N-Dimethylanilins entsteht die Thiosulfonsäure von Bindschedlers Grün. Dies geschieht in einer oxidativen Kupplungsreaktion. Aus der Thiosulfonsäure von Bindschedlers Grün entsteht durch Zugabe von Mangandioxid das gewünschte Produkt Methylenblau.

## Eigenschaften
Methylenblau absorbiert sichtbares Licht im Bereich von ca. 530 bis 700 nm; das Absorptionsmaximum liegt bei 660 nm.
Der kristalline Feststoff zeigt eine ausgeprägte Tendenz zur Hydratbildung. So lassen sich mit einem Pentahydrat, einem 2,2–2,3–Hydrat, zwei polymorphen Dihydraten und einem Monohydrat fünf verschiedene Hydratformen differenzieren.
Methylenblau wird als Redoxindikator benutzt. Es ist ein guter Wasserstoff-Akzeptor, der Alkohole in Gegenwart von Platin zu Aldehyden oxidiert. Dabei entfärbt sich die Lösung. Eine analoge Reaktion lässt sich auch mit Glucose und Luftsauerstoff als Blue-Bottle-Experiment durchführen. Eine entsprechende Redoxreaktion läuft ab, wenn man zu einer Methylenblaulösung verdünnte Schwefelsäure und etwas Zinkpulver gibt. Methylenblau wird zur farblosen Leukoform reduziert. Die farblose Lösung wird nach Schütteln an der Luft wieder blau, weil die Leukoform vom Luftsauerstoff wieder zum Methylenblau oxidiert wird.

## Verwendung

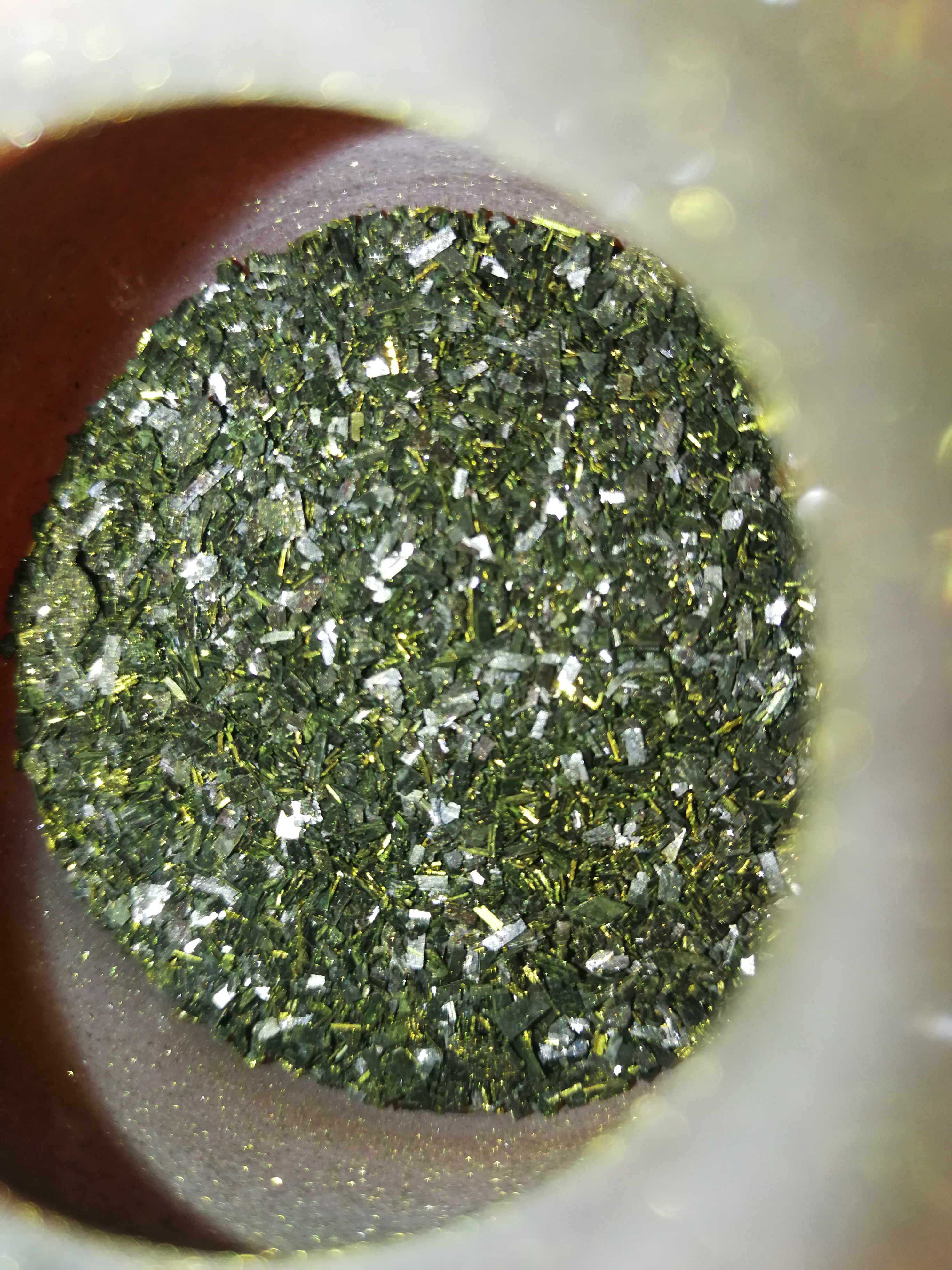
Methylenblau-Kristalle in Originalgefäß

### Färbemittel
Es wird zur Blaufärbung von Fasern oder Papier verwendet. In Wasser löst sich Methylenblau gut als intensiv blaue Farbe (daher der Name), selbst geringe Mengen bewirken eine sichtbare Färbung des Wassers.
In der Histologie wurde es 1885 erstmals durch Paul Ehrlich zur selektiven Färbung bestimmter Gewebearten (besonders der grauen Substanz im peripheren Nervensystem) verwendet. Die Färbung mit Methylenblau ist am lebenden Organismus möglich (Vitalfärbung), daher zählt man es zu den so genannten Vitalfarbstoffen. Die bakteriologische Verwendung des alkalischen Methylenblaus  wird auch als Loeffler-Färbung (nach Friedrich Loeffler) bezeichnet.
In der Molekularbiologie wird Methylenblau zum Färben von DNA und RNA in Gelen und auf Membranen nach dem Blotten verwendet. Zwar ist Methylenblau nicht so sensitiv wie Ethidiumbromid, dafür aber weniger toxisch und es interkaliert nicht in die Nukleinsäure-Ketten.
In der Botanik wird es neben Rutheniumrot zum Färben von Pektinen genutzt.

### Medizin
In der Heilkunde ist es ein wichtiges Antidot bei Nitrit- und Anilinvergiftungen, da es die Rück-Umwandlung von Methämoglobin zu funktionsfähigem Hämoglobin beschleunigt (s. Methämoglobinämie). Weiter wird es noch als Antiseptikum, zur Bekämpfung von Malaria, Antirheumatikum und zu Diagnosezwecken eingesetzt. In der Tiermedizin findet es, zusammen mit Malachitgrün, als Mittel gegen die bei Fischen auftretende Weißpünktchenkrankheit Verwendung.
Weiterhin wird der Farbstoff auf seine Eignung zur Behandlung von chronischen Schmerzen des unteren Rückens untersucht. Diese Anwendung hat jedoch keine Arzneimittelzulassung. Das Methylenblau wird zwischen die Wirbel direkt in die beschädigten Bandscheiben (lat. Discus intervertebralis) injiziert, was zu einer Zerstörung der Schmerzrezeptoren und somit zur Beseitigung bzw. Linderung des Schmerzes führt. Initiale Ergebnisse der im Rahmen einer Placebo-kontrollierten klinischen Studie durchgeführten Untersuchung waren ermutigend: Die Behandlungsmethode führte bei einem Großteil der Patienten zu einer nachhaltigen, für mindestens zwei Jahre anhaltenden Schmerzlinderung, wobei bei keinem der Patienten Komplikationen auftraten. Nachfolgende Studien lieferten allerdings teils widersprüchliche Ergebnisse.
Methylenblau wirkt in bestimmten Konzentrationen neurotoxisch. Die Anwendung von Methylenblau kann zum Serotoninsyndrom führen, wenn MAO-Hemmer wie z. B. Methylenblau und Antidepressiva der Gruppe Selektive Serotonin-Wiederaufnahmehemmer (SSRI), wie beispielsweise Fluoxetin, Fluvoxamin, Paroxetin, Sertralin und Citalopram kombiniert werden.
Im Tierversuch zeigte sich an Mäusen nach oraler Verabreichung von M.-Trihydrat an 5 d/Woche über 106 Wochen per Schlundsonde in Dosierungen von 2,5 bis 25 mg/kg KG x d eine dosisabhängige Zunahme von Adenomen und Karzinomen des Dünndarms; bei der höchsten Dosis lag die kombinierte Inzidenz von Adenomen und Karzinomen mit 12 % signifikant über der historischer Kontrollen. Weiterhin wurde ein leichter Anstieg der Inzidenz bösartiger Lymphome beobachtet, der jedoch bei den Männchen nur marginal über der Inzidenz historischer Kontrollen lag und bei den Weibchen keine klare Dosisabhängigkeit zeigte; der Zusammenhang mit der Exposition wurde vom NTP daher als „nicht eindeutig“ („equivocal“) bewertet. Der Bewertung der US-amerikanischen Arzneimittelbehörde FDA zufolge weisen die Ergebnisse dieser Studie hingegen nicht auf eine substanzbedingte Entstehung von Tumoren bei Mäusen hin.
Bei Ratten zeigte sich nach entsprechender Verabreichung an 5 d/Woche über 106 Wochen per Schlundsonde in Dosierungen von 5 bis 50 mg M.-Trihydrat/kg KG x d bei den Männchen ein Trend für eine dosisabhängige Zunahme von Inselzelladenomen und möglicherweise von Adenomen + Karzinomen der Bauchspeicheldrüse. Bei Weibchen wurden keine erhöhte Inzidenz von Tumoren festgestellt. Das NTP sieht in diesen Befunden „einige Anzeichen“ („some evidence“) für eine kanzerogene Wirkung von M. bei männlichen und keine derartige Evidenz bei weiblichen Ratten. Die FDA kam zu dem Schluss, dass M. bei männlichen Ratten Inselzelladenome oder -karzinome der Bauchspeicheldrüse verursacht.
In der experimentellen Pharmakologie und auch schon in der klinischen Medizin wird Methylenblau als Enzymhemmer der löslichen Guanylylcyclase und damit beim katecholaminrefraktären septischen Schock eingesetzt.
Methylenblau gilt auch als Hoffnungsträger für eine künftige Therapie der Frontotemporalen Demenz (FTLD), da es die Aggregation von Tau-Proteinen hemmt.

#### Nebenwirkungen
| Kardiovaskulär                         | Zentrales Nervensystem                                     | Dermatologisch                                       | Gastrointestinal                                                     | Urologisch                                                | Hämatologisch |
| -------------------------------------- | ---------------------------------------------------------- | ---------------------------------------------------- | -------------------------------------------------------------------- | --------------------------------------------------------- | ------------- |
| • Bluthochdruck • präkordialer Schmerz | • Schwindel • Geistige Verwirrung • Kopfschmerzen • Fieber | • Verfärbung der Haut • Nekrose der Injektionsstelle | • Verfärbung des Stuhls • Übelkeit • Erbrechen • Unterleibsschmerzen | • Verfärbung des Urins (Dosen über 80 µg) • Blasenreizung | • Anämie      |

Methylenblau ist ein Monoaminoxidase-Hemmer (MAOI), und kann bei intravenöser Verabreichung von Dosen über 5 mg/kg in Kombination mit selektiven Serotonin-Wiederaufnahmehemmern (SSRI) oder anderen Serotonin-Wiederaufnahme-Hemmern (z. B. Duloxetin, Sibutramin, Venlafaxin, Clomipramin, Imipramin) eine schwere Serotonin-Toxizität, das Serotoninsyndrom, auslösen.
Es verursacht eine hämolytische Anämie bei Trägern des G6PD-Enzymmangels (Favismus).

### Sonstige
In der Geologie dient die Methylenblau-Methode zur Bestimmung des Smektitgehalts in Tonmineralien. Es stellt damit ein wichtiges Verfahren zur Qualitätskontrolle in vielen Industriezweigen dar.
In der Analytischen Chemie wird es in der Bestimmung von Aniontensiden nach der Longwell-Manience-Methode und bei der Epton-Titration verwendet.
In der Abwasseranalytik wird eine Methylenblauprobe zur Bestimmung der Fäulnisfähigkeit herangezogen.
Mit Hilfe der Methylenblauprobe kann der Nachweis geführt werden, ob bzw. in welchem Maße der Ablauf einer Kläranlage noch fäulnisfähige Stoffe enthält. Methylenblau ist ein Redoxindikator und entfärbt sich bei absolutem Luftabschluss in dem Maße, in dem anaerobe Verhältnisse (H2S-Bildung) überhandnehmen. Es wird die Zeit bis zur Entfärbung des der Probe zugesetzten Farbstoffes bestimmt. In der Biochemie wird Methylenblau als Redoxmediator eingesetzt. Das Halbwertspotential E0' beträgt +0,011 mV.
In der Bakteriologie wird Methylenblaumilch zum Nachweis Reduktase-bildender Bakterien eingesetzt.

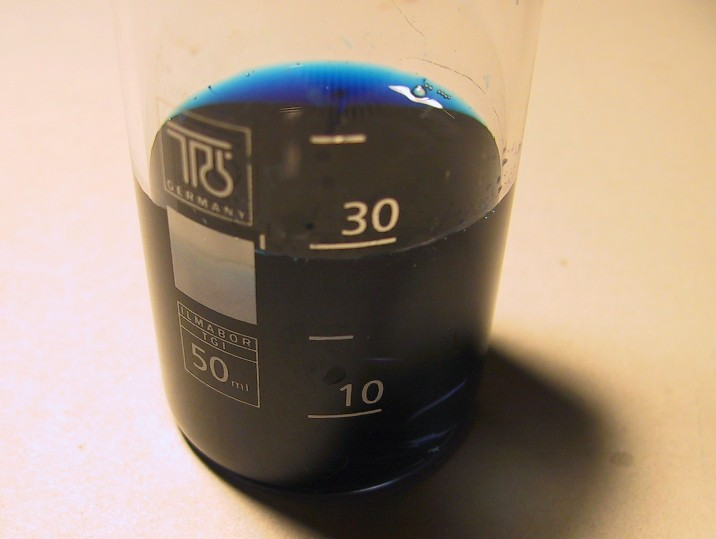
Methylenblau-Lösung
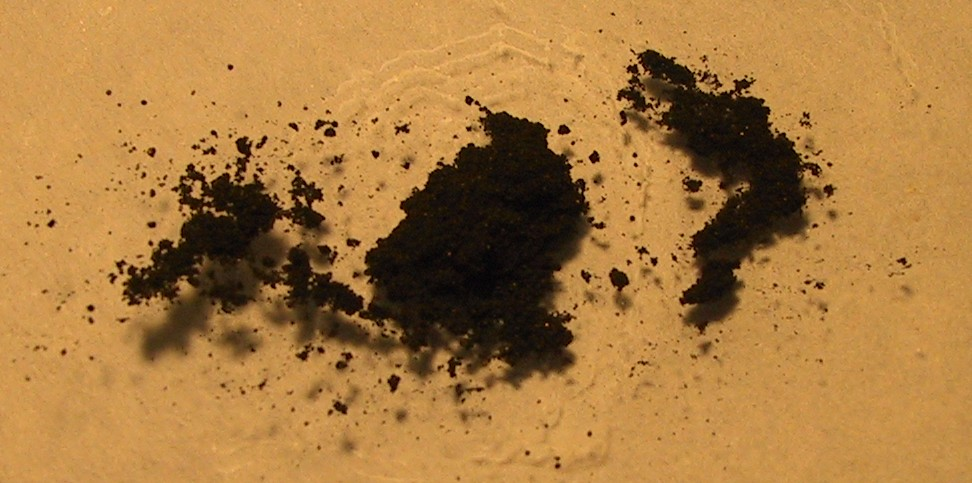
Methylenblau-Pulver
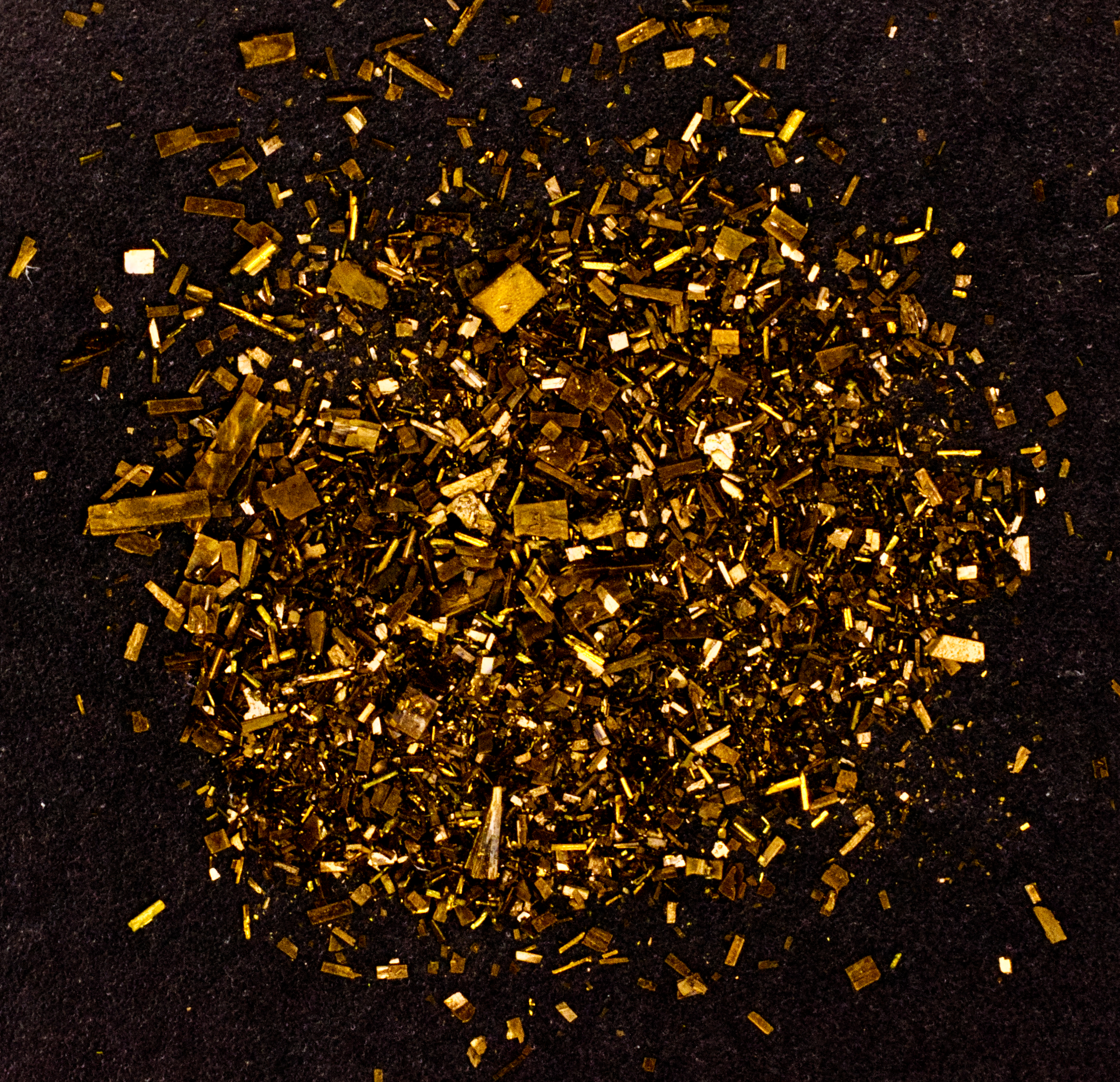
Methylenblau-Kristalle